# Tritonia festiva
Tritonia festiva (Stearns, 1873) è un mollusco nudibranchio della famiglia Tritoniidae.